# Oltre il ponte (film 1975)
Oltre il ponte (Dincolo de pod) è un film del 1975 diretto da Mircea Veroiu.
La pellicola ha come interpreti principali Mircea Albulescu, Leopoldina Balanuta e Toma Caragiu.